# Tlalixcoyan (kommun)
Tlalixcoyan är en kommun i Mexiko.   Den ligger i delstaten Veracruz, i den sydöstra delen av landet, 300 km öster om huvudstaden Mexico City.
Följande samhällen finns i Tlalixcoyan:
- Tlalixcoyan
- Piedras Negras
- Tuzales
- El Sauce
- Paloma Sola
- Pozuelo
- Mata Cabestro
- Paso Carretas
- Los Amatones
- El Recreo
- La Víbora
- La Tuna Morelos
- Mata de los Dos Toros
- Isla de Pajaritos
- El Súchil
- Tenacalco
- La Rosalía
- Santa Ana
- Mata Verde
- Calderas
- El Remolino
- El Moralillo
- Laguna del Cedral
- Colonia Fernando Gutiérrez Barrios
- Recreo Segundo
- La Laja
- San Joaquín Limón
- Cerro Bartolo
- Rincón Caliente
- Laguna de Rojas
- Colonia las Flores
- Puente de la Boca
- La Victoria
- Colonia Leandro Valle
- El Buey
- El Moste
- La Camelia
- La Peineta